# Бегиаури
Бегиаури (груз. ბეგიაური) — село в Грузии, на территории Чиатурского муниципалитета края (мхаре) Имеретия.

## География
Село находится на западе центральной части Грузии, к югу от реки Квирилы, на расстоянии приблизительно 5 километров (по прямой) к востоку от города Чиатура, административного центра муниципалитета. Абсолютная высота — 785 метров над уровнем моря.

## Население
По результатам официальной переписи населения 2014 года, в Бегиаури проживало 144 человека (71 мужчина и 73 женщины). В национальной структуре населения грузины составляли 100 %.
| Год  | Население, человек |
| ---- | ------------------ |
| 2002 | 166                |
| 2014 | ↘ 144              |